# Kurotsuyanus sachalinensis
Kurotsuyanus sachalinensis är en insektsart som beskrevs av Oshanin 1912. Kurotsuyanus sachalinensis ingår i släktet Kurotsuyanus och familjen dvärgstritar. Inga underarter finns listade i Catalogue of Life.